# ساره (چاد)
ساره (به عربی: سارة) یک منطقهٔ مسکونی در چاد است که در Barh Köh واقع شده‌است. ساره ۱۰۳٬۲۶۹ نفر جمعیت دارد و ۳۴۷ متر بالاتر از سطح دریا واقع شده‌است.